# La verità secondo Satana
Pour plus de détails, voir Fiche technique et Distribution.
La verità secondo Satana est un film d'épouvante italien réalisé par Renato Polselli et sorti en 1972.
À propos de ce film, le réalisateur a déclaré qu'il le considérait comme le premier film pornographique de l'histoire du cinéma italien.

## Fiche technique
- Titre original italien : La verità secondo Satana[2]
- Réalisateur : Renato Polselli
- Scénario : Renato Polselli
- Photographie : Ugo Brunelli
- Montage : Otello Colangeli
- Musique : Gianfranco Di Stefano (it)
- Décors : Giovanni Fratalocchi
- Production : Mario et Vittorio Cecchi Gori
- Sociétés de production : G.R.P. Cinematografica
- Pays de production :  Italie
- Langues originales : italien
- Format : Couleurs par Eastmancolor - Son mono - 35 mm
- Durée : 85 minutes
- Genre : film d'épouvante
- Dates de sortie :
  - Italie : 13 mai 1972

## Distribution
- Sergio Ammirata (it) : Tortoletto
- Marie-Paule Bastin : Yanita
- Marcello Bonini Olas (it) : Prêtre
- Rita Calderoni : Diana
- Gino Donato (it) :
- Stefano Oppedisano (it) : Stefano
- Lorenzo Piani :
- Isarco Ravaioli : Robert
- Antonio Zambito :